# 渚碧礁机场
渚碧礁机场，是中国在三沙市南沙群岛渚碧礁上建设的一座军民两用机场。

## 历史
2015年8月开始建设。
2016年7月12日，中国政府征用了中国民航飞行校验中心的一架塞斯纳CE-680型飞机对南沙群岛渚碧礁的新建机场进行校验飞行并成功。
2016年7月13日，中国政府征用海南航空公司的一架民航客机，从海口美兰国际机场出发，在渚碧礁的新建机场着陆，并于当日下午返回，完成试飞。

## 设施
渚碧礁机场有一条长3250米，宽60米的跑道，一座航站楼，20个机库，2个直升机平台。